# Ржавец (Грачёвское сельское поселение)
Ржавец — посёлок в Залегощенском районе Орловской области России. Входит в состав Грачёвского сельского поселения.

## География
Посёлок находится в центральной части Орловской области, в лесостепной зоне, в пределах центральной части Среднерусской возвышенности, при автодороге 54К-108, на расстоянии примерно 12 километров (по прямой) к северо-западу от посёлка городского типа Залегощь, административного центра района. Абсолютная высота — 238 метров над уровнем моря.
Часовой пояс
Посёлок Ржавец, как и вся Орловская область, находится в часовой зоне МСК (московское время). Смещение применяемого времени относительно UTC составляет +3:00.

## Население
| 2002 | 2010 |
| ---- | ---- |
| 110  | ↘69  |

Половой состав
По данным Всероссийской переписи населения 2010 года в гендерной структуре населения мужчины составляли 42 %, женщины — соответственно 58 %.
Национальный состав
Согласно результатам переписи 2002 года, в национальной структуре населения русские составляли 99 % из 110 чел.

## Улицы
Уличная сеть посёлка состоит из одной улицы (ул. Совхозная).